# Gnidia gossweileri
Gnidia gossweileri är en tibastväxtart. Gnidia gossweileri ingår i släktet Gnidia och familjen tibastväxter.

## Underarter
Arten delas in i följande underarter:
- G. g. gossweileri
- G. g. petersonii